# 洛夫利娜·博尔戈哈因
洛夫利娜·博尔戈哈因（Lovlina Borgohain，1997年10月2日—），印度女子拳击运动员，2020年夏季奥运会女子69公斤级铜牌得主、2023年世界女子拳击锦标赛75公斤级金牌得主、2022年亚洲运动会女子75公斤级银牌得主。